# Punata
Punata est une ville du département de Cochabamba en Bolivie, et le chef-lieu de la province de Punata. Sa population s'élevait à 14 742 habitants en 2001.